# Gewog di Chhudzom
Il gewog di Chhudzom è uno dei dodici raggruppamenti di villaggi del distretto di Sarpang, nella regione Meridionale, in Bhutan.